# Cimbali
Gruppo Cimbali SpA ist ein italienischer Industriebetrieb und gilt als weltweit größter und renommiertester Hersteller von professionellen Espresso- und Cappuccinomaschinen sowie Zubehörgeräten. Bekannt ist das Unternehmen hauptsächlich über die Marke La Cimbali und FAEMA, die 1995 übernommen wurde. Der Hauptsitz der Firma ist in Binasco bei Mailand.

## Geschichte

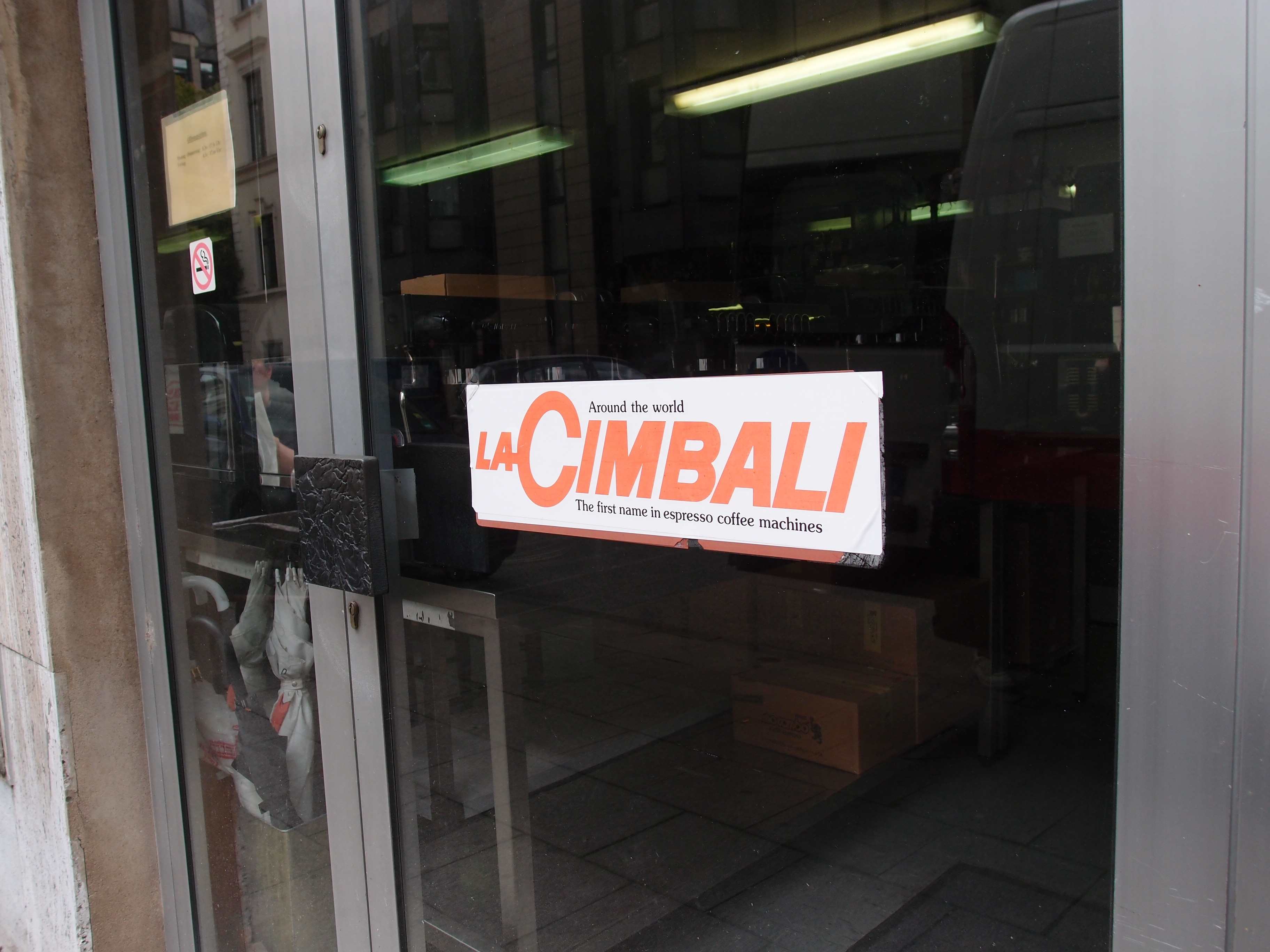
Around the world – La Cimbali – The first name in espresso coffee machines

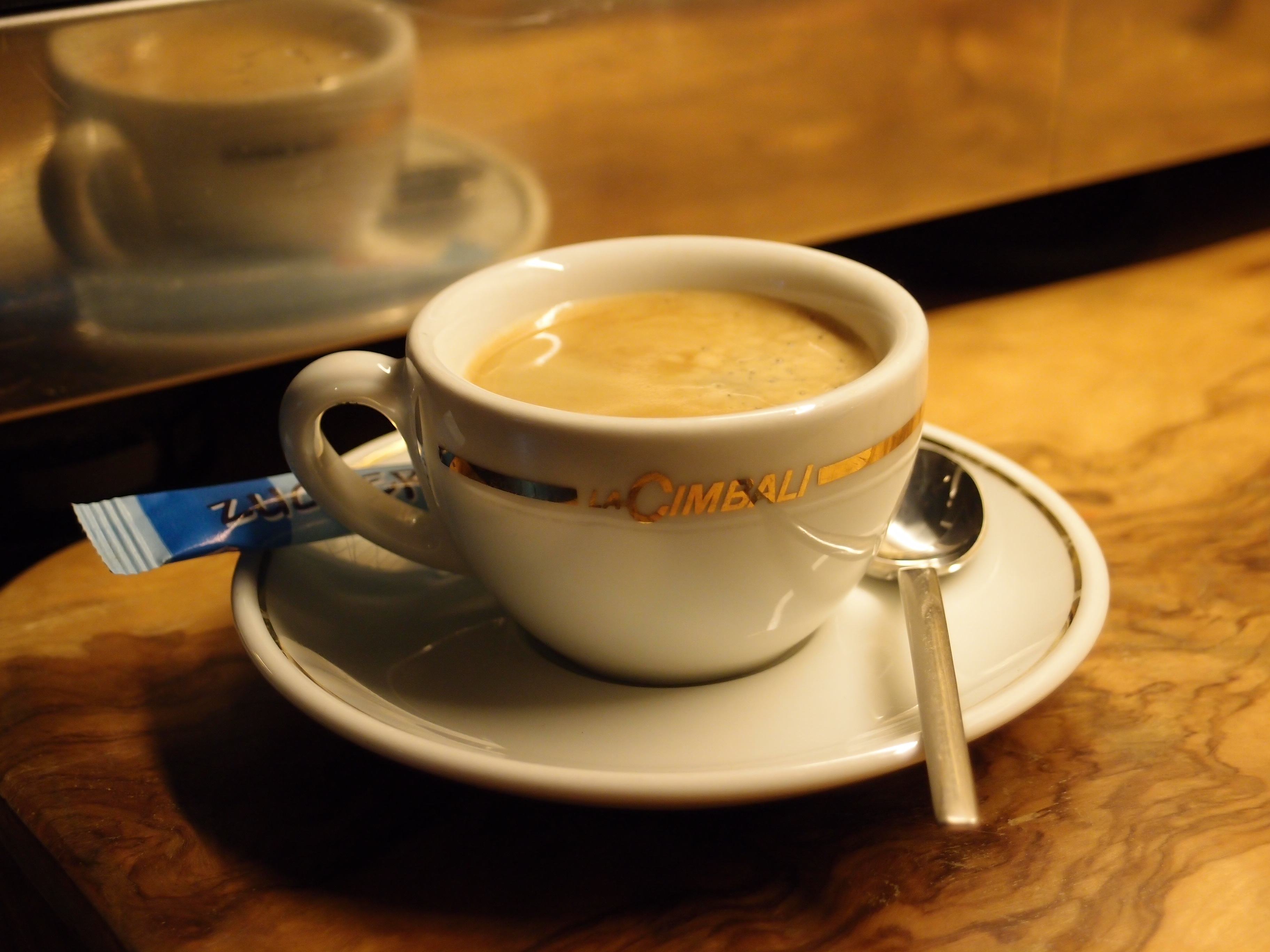
un cimbalino

Die Firmenhistorie begann 1912 mit Giuseppe Cimbali, der in Mailand als Kupferschmied niedergelassen war und unter seinem Familiennamen erste Espresso- und Cappuccinomaschinen herstellte.
Ab 1930 stellte Cimbali mit der Produktionsreihe „Rapida“ Kaffeesäulen-Maschinen mit Heißwasser- und Dampfbetrieb her; diese Geräte wurden mit Holz bzw. Kohle beheizt.
Nach dem Kriegsende im Jahre 1945 trat Cimbali mit der Espressomaschine „Albadoro“ auf dem Markt auf; dieses Modell verfügte über zwei voneinander unabhängige vertikale Boiler. Mit der Albadoro brachte Cimbali die weltweit erste Espressomaschine mit integriertem Tassenwärmer heraus. Dieses Modell war modular aufgebaut und der Käufer konnte die Baureihe wahlweise mit drei bis sechs Espressoentnahmegruppen erhalten.
Anfang der 1950er-Jahre löste der elektrische Betrieb der Geräte die Befeuerung mit Kohle und Holz ab. Cimbali brachte nun Kolbenmaschinen heraus, mit denen die heute übliche Cremabildung ermöglicht wurde.
Cimbali war 1955 der erste Espressomaschinenhersteller, der Hydraulikgruppen in seinen Geräten einsetzte und ließ sich diese Neuerung 1956 patentieren. Die bis zu diesem Zeitpunkt üblichen Espressomaschinen mit Handhebeltechnik wurden weitgehend vom Markt verdrängt.
1969 brachte Cimbali mit dem Modell „Superbar“ die erste automatische „Kaffeebar“ heraus.
In den 1990er-Jahren übernahmen Mikroprozessoren zunehmend die Steuerung der Hauptfunktionen der Geräte; die „M31 Dosatron“ war die erste La Cimbali, die mit dieser neuen Technologie ausgestattet wurde. Mit der „Dolcevita“-Baureihe ab 1992 wurden die Automatisierungsprozesse mit Zielrichtung zum Vollautomaten noch weiter vorangebracht.

## Heutige Situation

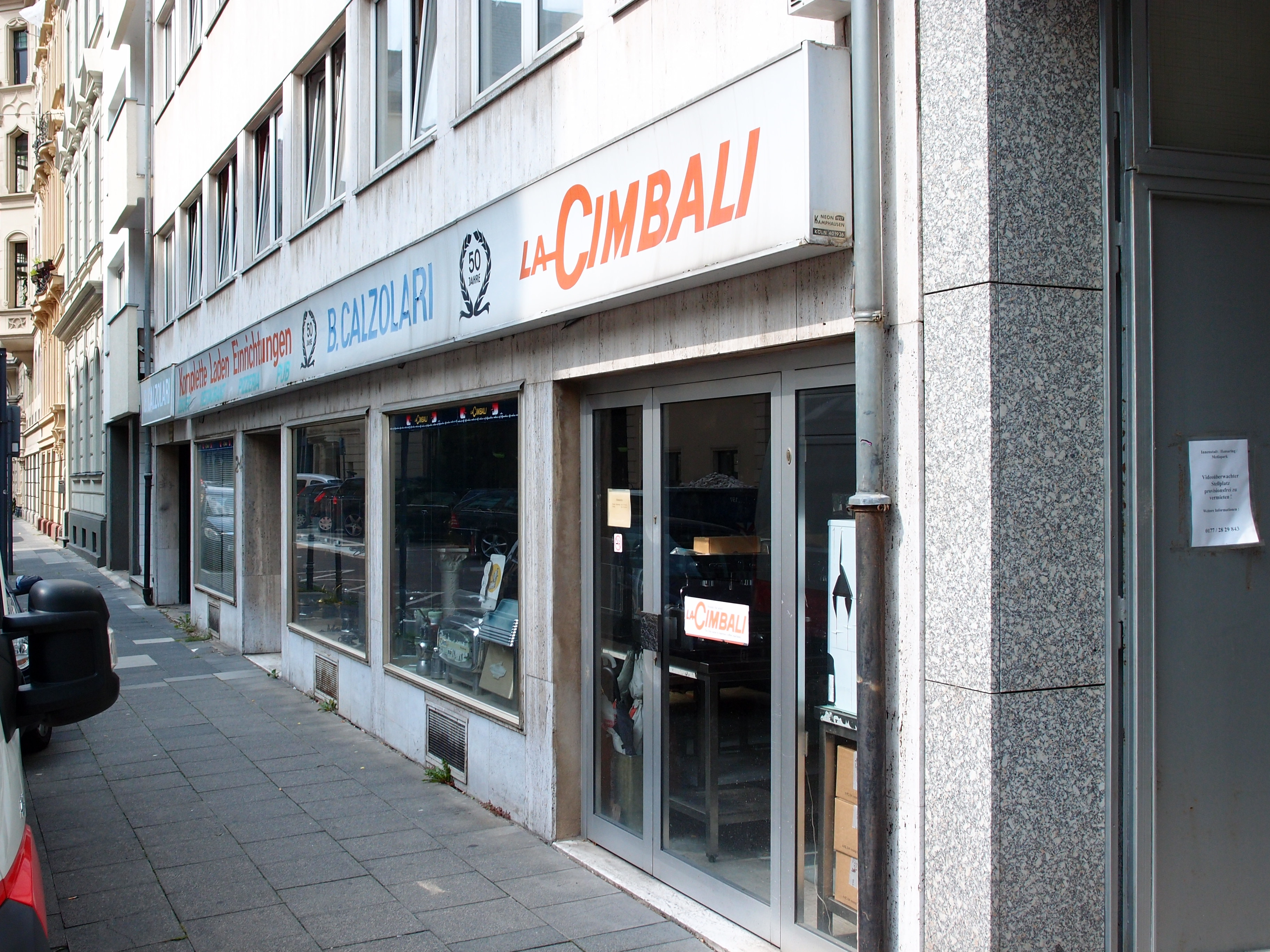
La-Cimbali-Fachgeschäft in Köln

Cimbali ist heute weltweit in mehr als 100 Ländern vertreten und verfügt über Filialen in Deutschland, Großbritannien, Frankreich, Spanien, Portugal und den USA; auf weiteren Märkten des globalen Weltmarktes wird La Cimbali von über 700 Direktvertreibern vertreten, die auch jeweils den Kundendienst übernehmen. Mehr als 70 Prozent aller hergestellten La-Cimbali-Geräte sind für den Export bestimmt. Mit vier Fabriken auf einer Fläche von 75.000 Quadratmetern verfügt Cimbali über die weltweit größte Produktionsfläche zur Herstellung professioneller Espressotechnik.
Die Unternehmensgruppe Cimbali hat heute mehr als 150 verschiedene Espressomaschinen im Produktsortiment. Die Aktiengesellschaft Cimbali besitzt ein Grundkapital von 6,6 Millionen Euro.

## Auszeichnungen

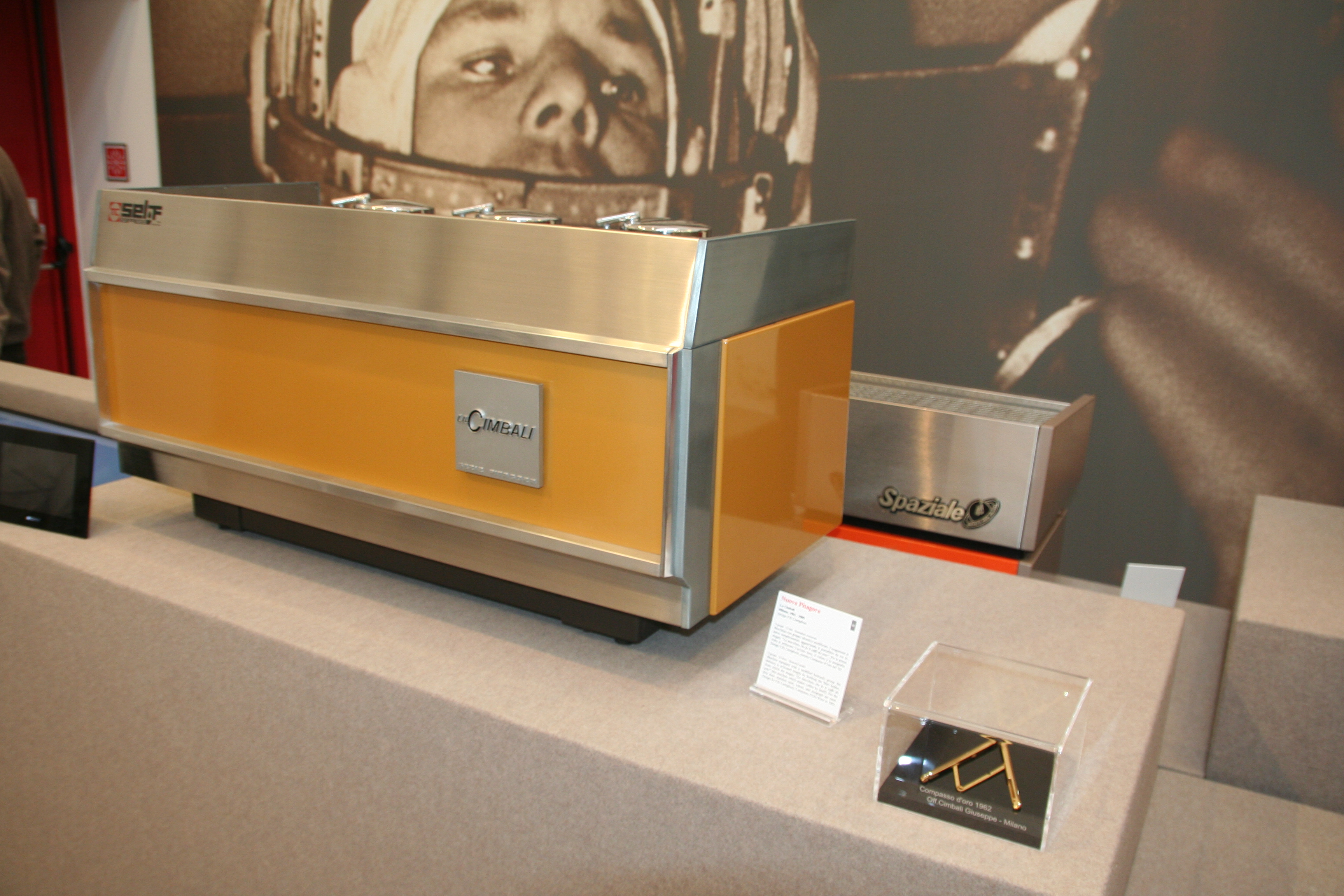
Cimbali Pitagora neben der Compasso d’Oro im Museum MUMAC

1962 gewann Cimbali mit dem italienischen Industriedesigner Achille Castiglioni – und unter den Augen des Juryvorsitzenden Pinin Farina – den höchsten nationalen Preis für italienisches Industriedesign, den „Compasso d’Oro“, für die innovative Espressomaschine „Pitagora“.

## Trivia
Im Jahre 1956 versuchte Cimbali bei Espressotrinkern über das Modell „Rubino“ mit einem Werbefeldzug den Slogan „un cimbalino“ als Synonym für die Bestellung eines Espresso an der Bar zu implementieren. „cimbalino“ wird auch heute noch in Portugal in der Region um Porto als Synonym für einen Espresso verwendet, weil Cimbali als erster Hersteller professionelle Espressomaschinen in dieses Land exportierte.

## Fotos

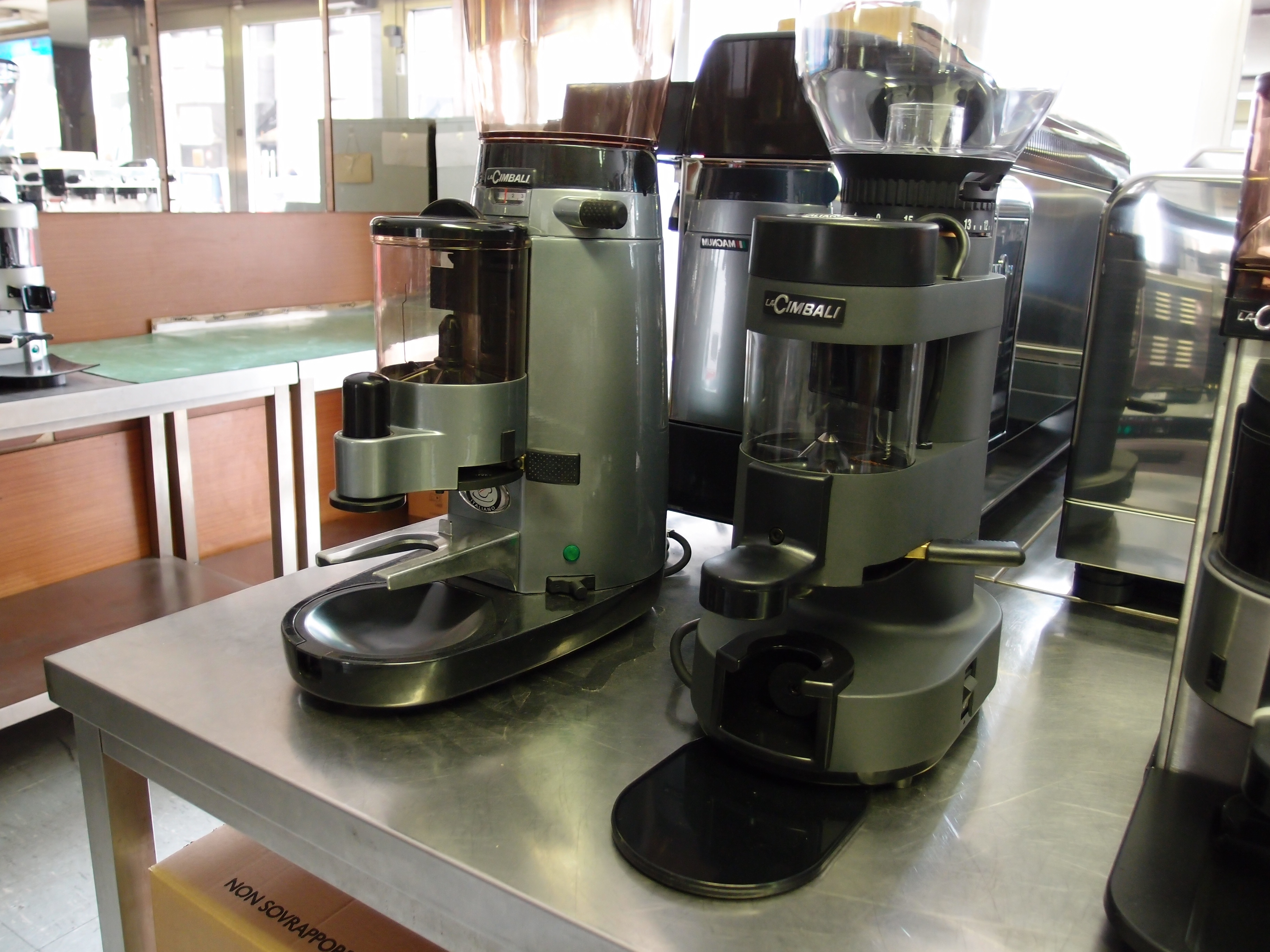
Zwei Kaffeemühlen von La Cimbali
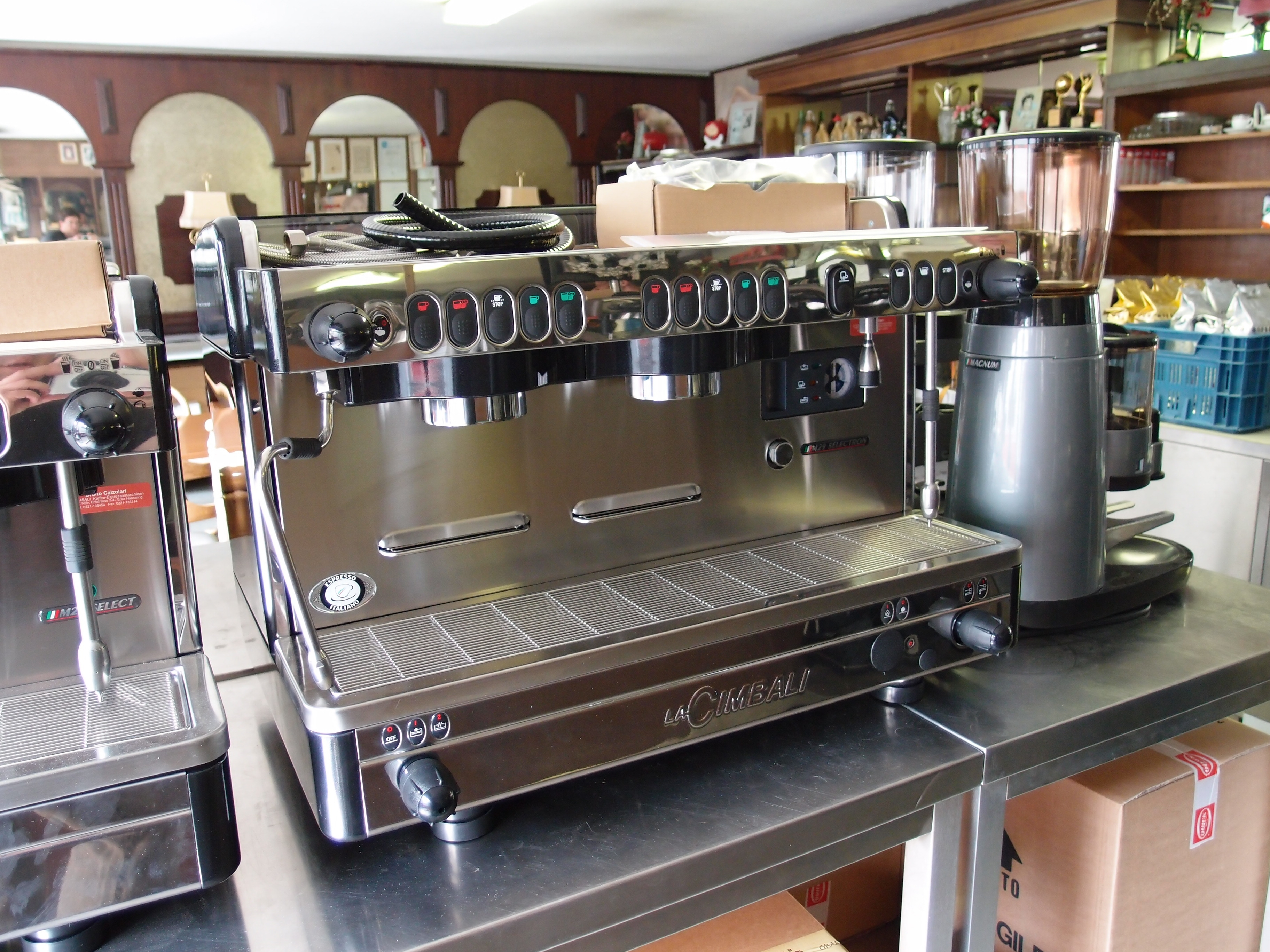
Modell „M29 Selectron“ für die Gastronomie
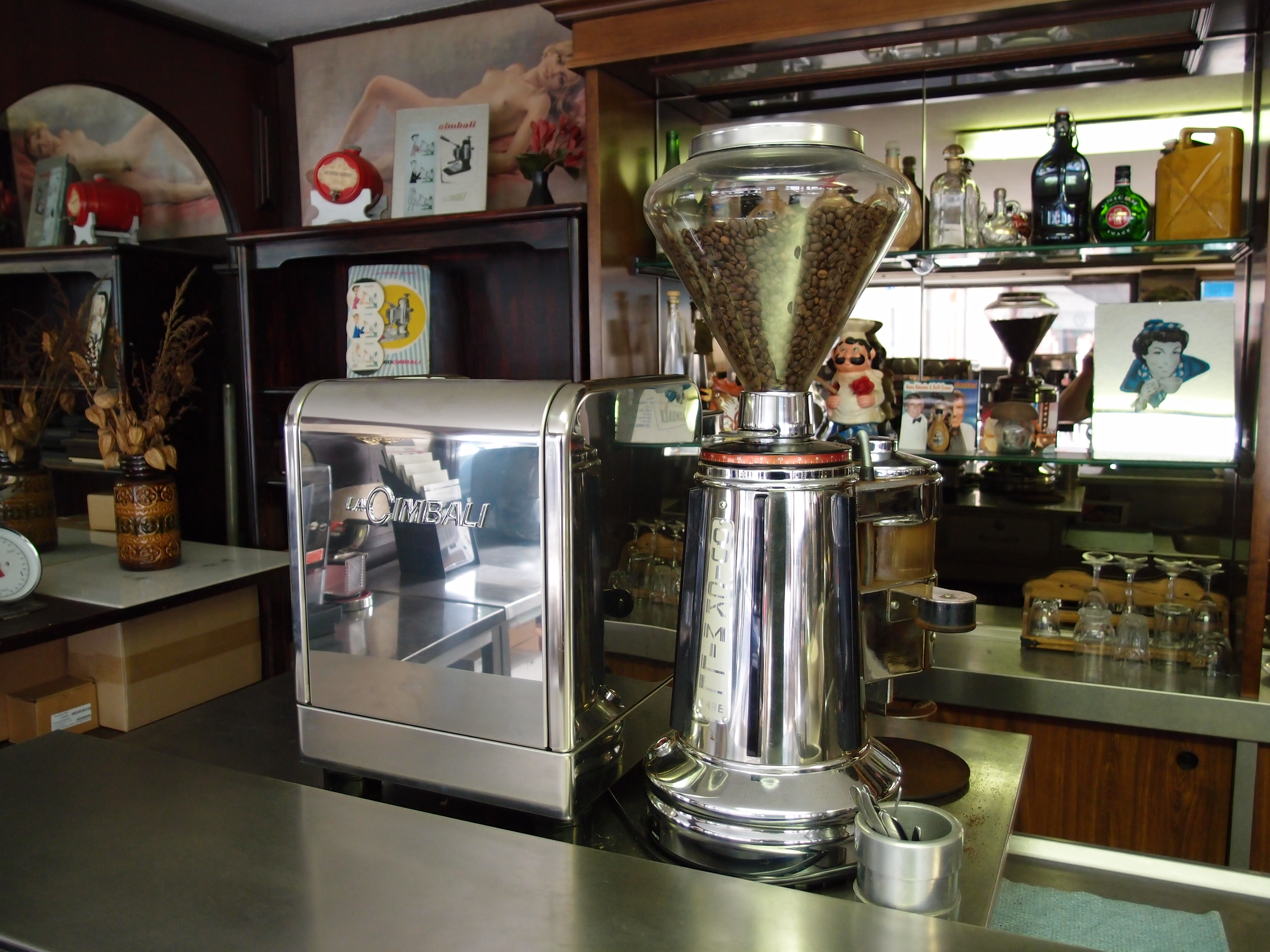
Cimbali-Espressomaschine auf einer Theke
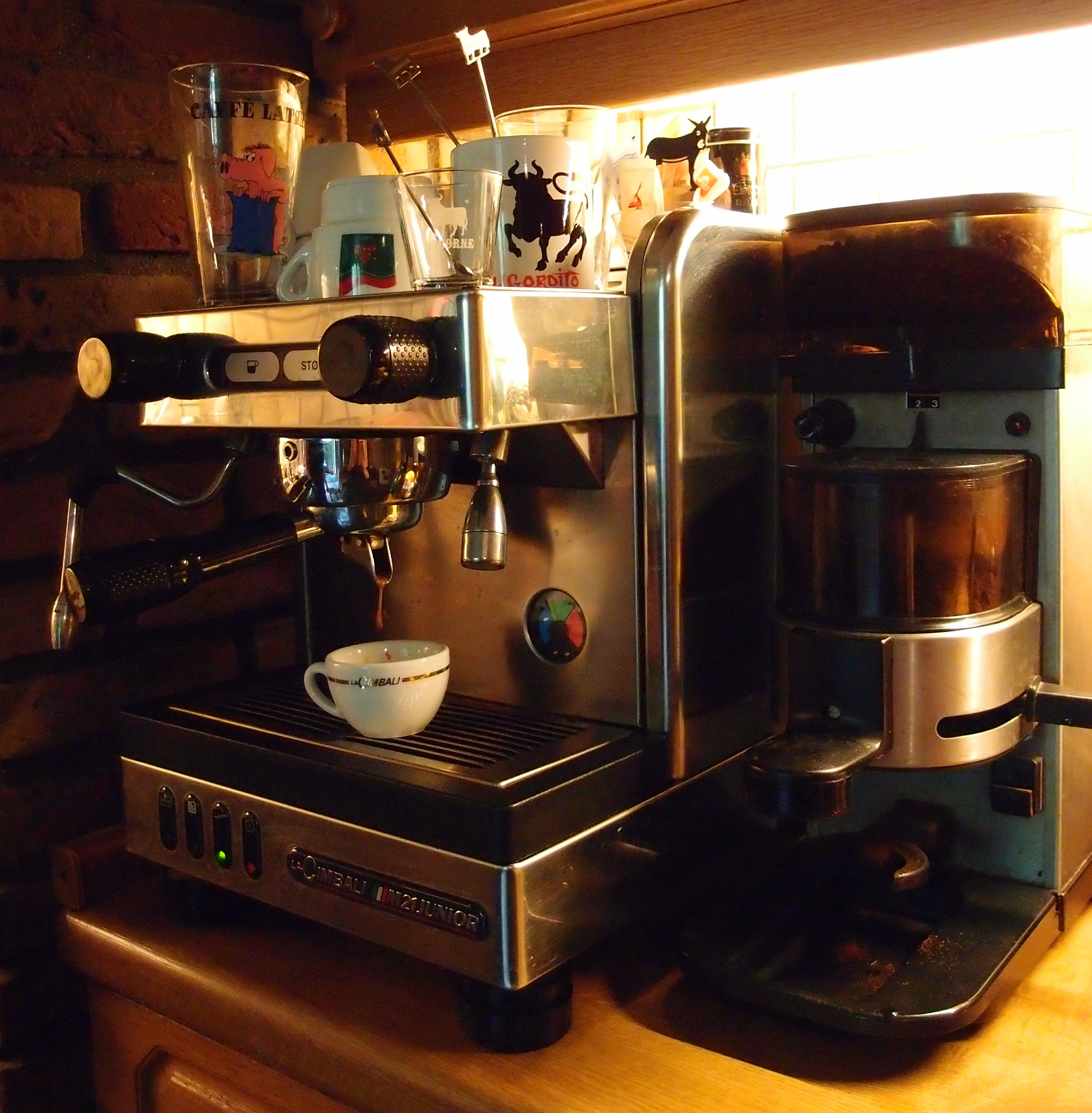
Cimbali „M21 Junior“ und „MD Junior“-Mühle in einem Privathaushalt